# Gyula Szapáry

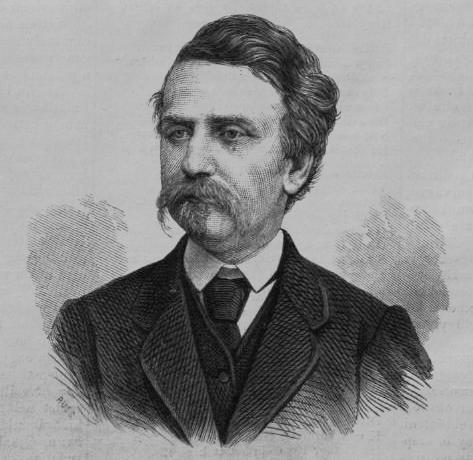
Gyula Szapáry.

Gyula Szapáry, född 1 november 1832 i Pest, död 21 januari 1905 i Opatija, var en ungersk greve och politiker. 
Szapáry blev 1861 ledamot av lantdagen, där han anslöt sig till Ferenc Deáks anhängare, tog 1865–1867 verksam del i underhandlingarna med Österrike, var 1873–1878 inrikes-, 1878–1887 finans- och 1887–1890 jordbruksminister samt efter Kálmán Tisza konseljpresident från mars 1890 till november 1892, då han avgick till följd av meningsskiljaktigheter inom ministären angående de nya kyrkolagarna, vilka han motarbetade.